# Scapulaseius newsami
Scapulaseius newsami är en spindeldjursart som först beskrevs av Evans 1953.  Scapulaseius newsami ingår i släktet Scapulaseius och familjen Phytoseiidae. Inga underarter finns listade i Catalogue of Life.